# Malacologie

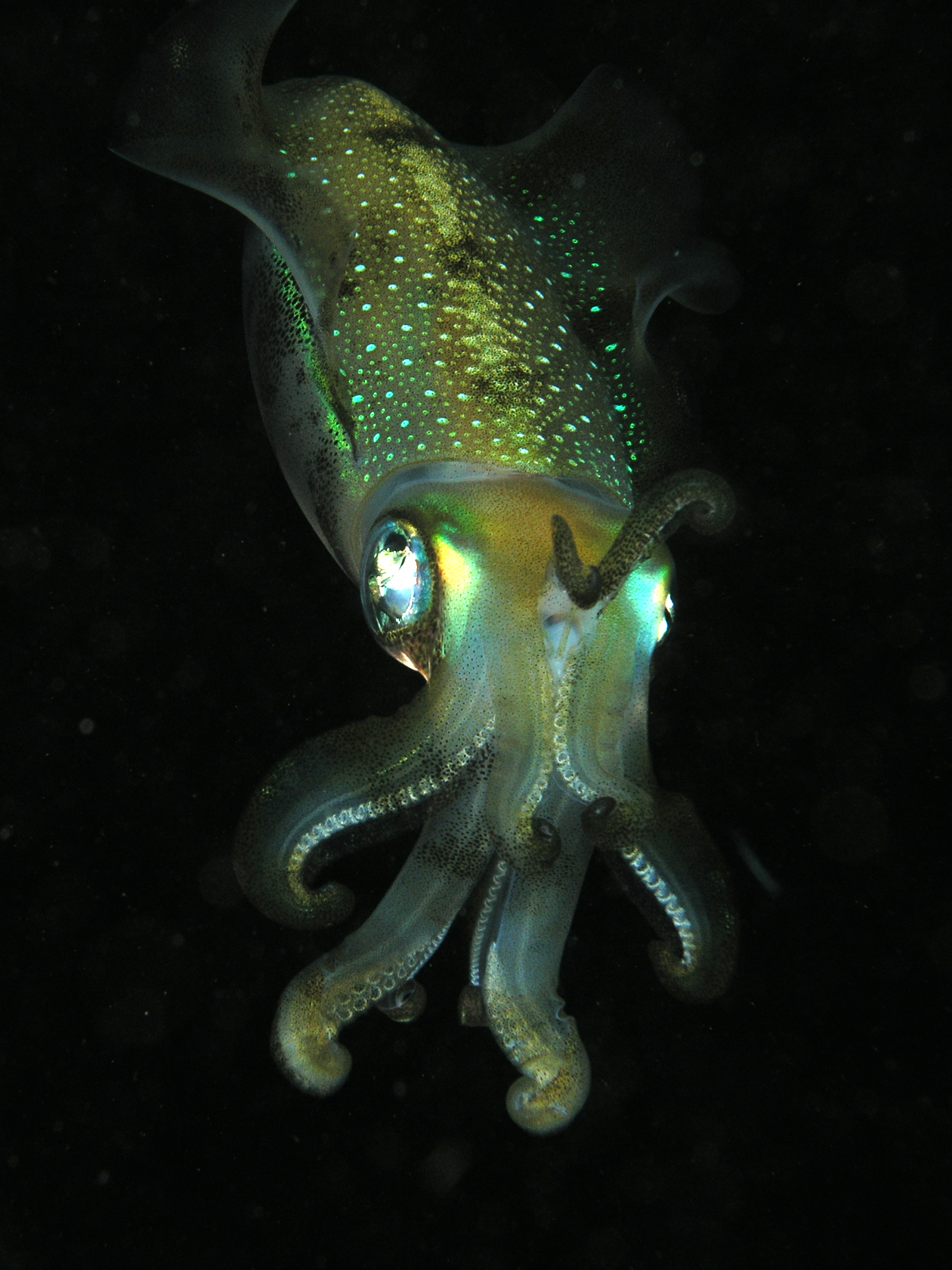
Sepioteuthis lessoniana

Malacologia este o ramură a zoologiei, care se ocupă cu studiul moluștelor.

## Etimologie
Termenul românesc malacologie provine din franceză malacologie, care, la rândul său, provine din latină malacus, „moluscă”, iar acesta este împrumutat din greacă μαλακός, malakos, „moluscă”.

## Utilizările malacologiei
Malacologii contribuie la inventarierea biodiversității, în cadrul observatoarelor diversității sau ca studii de impact, de exemplu. De altfel, moluștele pot fi utilizate ca bioindicatori ale mediilor înconjurătoare, și permit, prin urmare, detectarea prezenței perturbatorilor endocrinieni.
În arheologie, malacologia este în mod curent folosită la cunoașterea evoluției climatului, peisajului sau a folosirii unui sit, sau încă debitul și temperatura unui curs de apă.
Malacologia este asociată și de studiul diverselor fenomene de simbioză și de parazitism, ale căror victime sau / și vectori pot fi moluștele. Cunoașterea moluștelor poate fi utilă la studierea interacțiunilor durabile între speciile din mediul ambiant.
Unele moluște (melci tereștri, scoici zebrate (Dreissena polymorpha), ...) au fost folosite local, prin calitățile lor de bioregeneratori, pentru evaluarea poluării mediului cu metale grele (care pot fi bioconcentrate de animal sau bioacumulate în cochilii.
În sfârșit, în această lume, anumiți melci fac obiectul consumului alimentar și creșterii în ferme. Malacologia contribuie cu numeroase date și cunoștințe utile crescătorilor și veterinarilor specializați.